# Passiflora ekmanii
Passiflora ekmanii är en passionsblomsväxtart som beskrevs av Ellsworth Paine Killip och Urb.. Passiflora ekmanii ingår i släktet passionsblommor, och familjen passionsblomsväxter. Inga underarter finns listade i Catalogue of Life.